# Ngancar (Ngancar)
Ngancar is een bestuurslaag in het regentschap Kediri van de provincie Oost-Java, Indonesië. Ngancar telt 4151 inwoners (volkstelling 2010).